# 十二月 (斉藤和義のアルバム)
『十二月』（じゅうにがつ）は、斉藤和義初のライブ・アルバム。1999年6月2日発売。発売元はファンハウス。規格品番：FHCF-2458。2009年9月16日にSHM-CDにて限定発売された。規格品番：VICL-70015。

## 解説
初めてのライブ・アルバムとして2作同時に発売された作品の1枚。当作品はタイトル通り12月（1998年）に東京厚生年金会館・大阪厚生年金会館で開催された弾き語り公演の模様を収録している。
同時発売のもう1作は『Golden Delicious Hour』（FHCF-2459）で、当作品は1999年2月から3月にかけて全国9か所で開催された“Golden Delicious Hour”ツアーの模様を音源化したもの。これら2枚のライブ・アルバムを残し、発売元レコード会社であるファンハウスを離れてSPEEDSTAR RECORDS（ビクターエンタテインメント系列）へ移籍した。
2009年9月16日に13枚目のスタジオ・アルバム『月が昇れば』と同時発売で、特殊なCDプレーヤーでなくとも高音質再生が可能とされるスーパー・ハイ・マテリアルCDで限定発売された。デジパック仕様で、同日発売のCD-BOX『LIVE ALBUM SPECIAL BOX』（VIZL-340）にも収められている。

## 収録曲
1. tokyo blues（3:50）
2. Hey! Mr.Angryman（5:21）
3. 空に星が綺麗（2:44）
4. 郷愁（5:45）
5. 彼女（5:28）
6. 君が百回嘘ついても（7:03）
7. 歌うたいのバラッド（8:07）
8. 引っ越し（9:38）
9. 月影（5:42）
10. FIRE DOG（4:23）
11. 僕の踵はなかなか減らない（6:11）
12. ソファ（12:35）

- 全曲作詞・作曲: 斉藤和義
- 共作曲: 石坂和弘（M-10）

## 関連作品
収録されているスタジオ・アルバム
- 青い空の下… - M-1
- 素敵な匂いの世界 - M-5
- WONDERFUL FISH - M-8
- FIRE DOG - M-3・10
- ジレンマ - M-4・6・11
- Because - M-2・7・9

## 公演日程
|   | 日程       | 公演会場         |
| - | ---------- | ---------------- |
| 1 | 1998.12.17 | 東京厚生年金会館 |
| 2 | 1998.12.21 | 大阪厚生年金会館 |